# 사리암

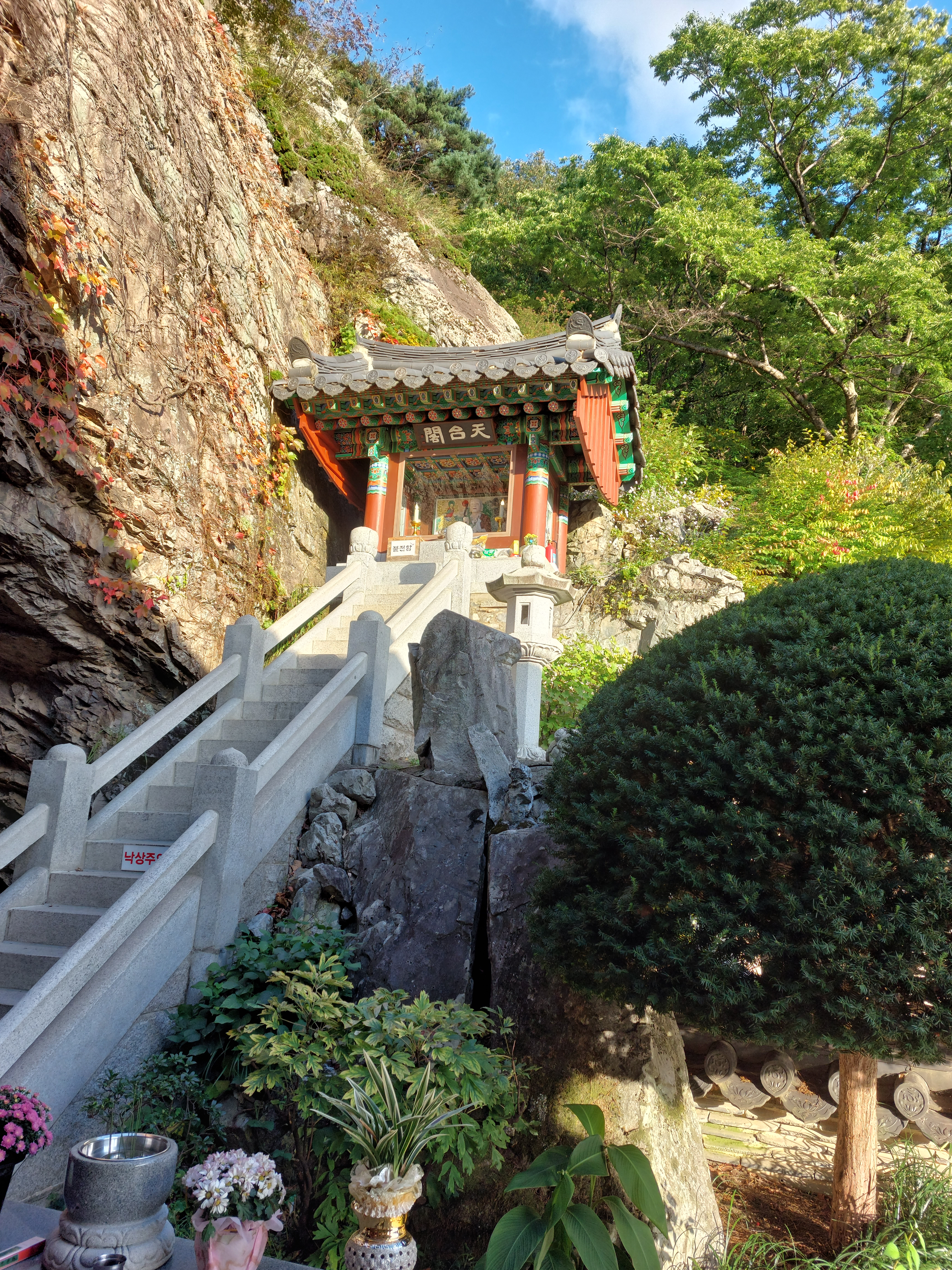
사리암의 천태각

사리암(邪離庵)은 경상북도 청도군 운문면 호거산에 위치한 운문사의 암자이다. 비구니 사찰이자, 대한민국의 대표적인 나반존자 기도처이다.
3번 와서 기도하면 1가지 소원은 꼭 들어준다는 소문이 있다. 예전에 쌀이 나왔다는, 운문산 4굴 중의 하나인 사리굴이 있다.

## 역사

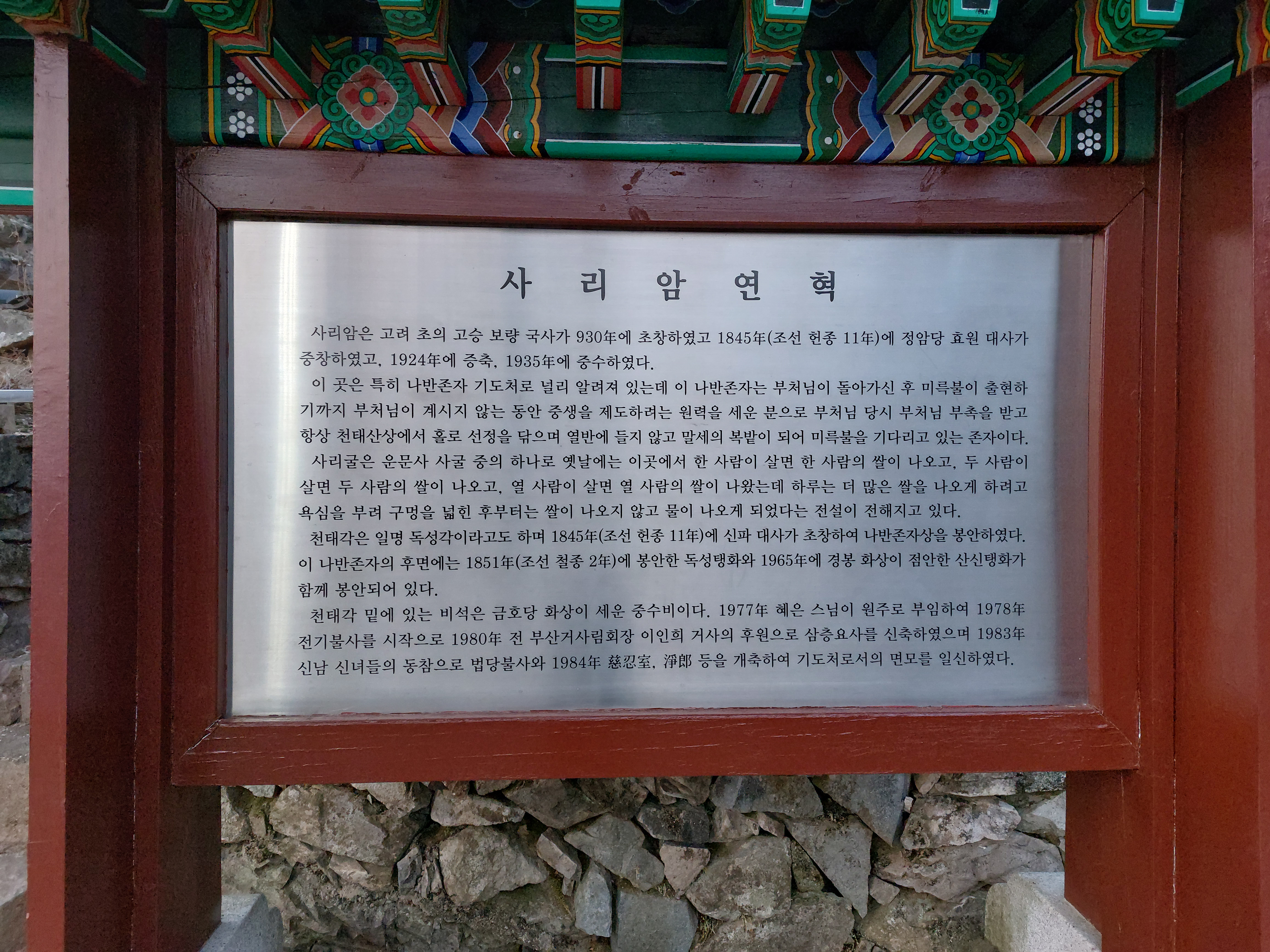
사리암 연혁

조선시대 숙종 44년(1718년)에 저술된 경상도 청도군 동호거산 운문사 사적(慶尙道淸道郡東虎距山雲門寺事蹟)에 운문사와 부속암자들의 기록이 남아있다. 사리암 경내에 설치된 연혁판에서도 간단한 역사를 확인할 수 있다.

### 고려 시대
- 930년 : 고려 초의 고승 보량국사가 초창하였다.

### 조선 시대
- 1845년(조선 헌종 11년) : 정암당 효원대사가 중창하였다.

### 일제 강점기
- 1924년 : 증축하였다.
- 1935년 : 중수하였다.

### 대한민국
- 1977년 : 혜은스님이 원주로 부임하였다.
- 1978년 : 전기불사를 시작했다.
- 1980년 : 전 부산 거사림 회장 이인희 거사의 후원으로 삼층요사를 신축하였다.
- 1983년 : 독실한 불자들의 동참으로 법당불사를 하였다.
- 1984년 : 여러 건물을 개축하여 기도처로서의 면모를 갖추었다.

## 주요 볼거리

### 사리굴
사리굴은 운문사 4굴 중의 하나이다. 예전에는 살고 있는 사람 만큼의 쌀이 나왔다고 한다. 하지만 더 많은 쌀을 나오게 하려고 욕심을 부려 구멍을 넓힌 후부터는 쌀이 나오지 않고 물이 나오게 되었다고 한다.

사리굴에 나반존자가 직접 모습을 드러냈다는 전설이 있다. 이곳에서도 전각처럼 기도를 할 수 있다.

### 관음전

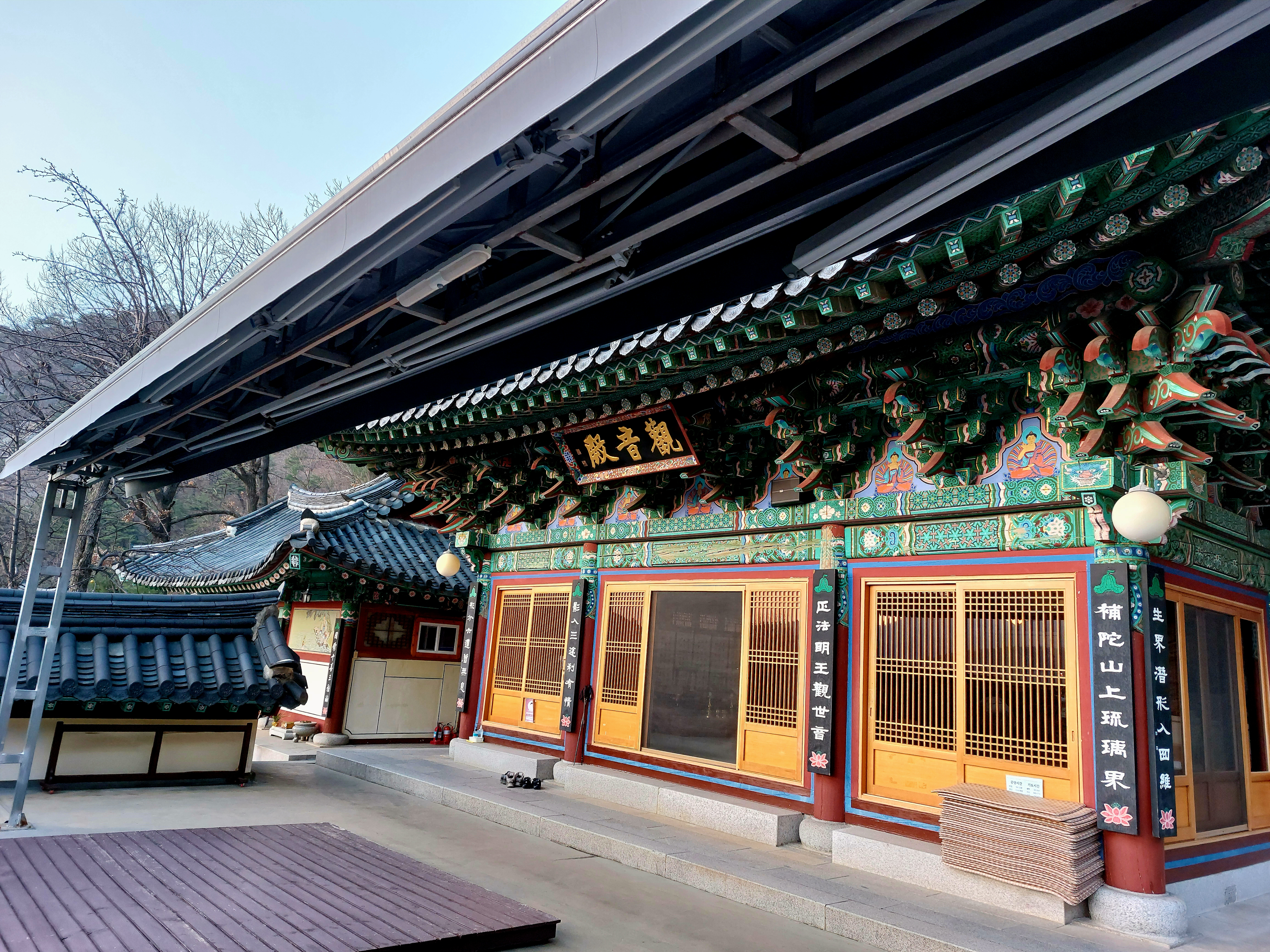
사리암 관음전

관세음보살상과 탱화 그리고 신중탱화가 모셔져있다. 예불 때마다 불자들이 비구니스님들과 함께 기도를 하는 곳이다.

### 천태각
천태각은 일명 독성각이라고 한다. 1845년(조선 헌종 11년)에 신파 대사가 초창하여 나반존자상을 봉안하였다. 나반존자상의 후면에는 1851년(조선 철종 2년)에 봉안한 독성탱화가 봉안되어 있다.

#### 나반존자
나반존자는 부처님의 가르침에 의지하지 않고 스스로 도를 닦아 깨달음을 증득하여 독성(獨聖)이라고도 불린다.

나반존자는 부처님의 제자 중 한 분인 빈두로존자이다. 부처님이 돌아가신 후 미륵불이 출현하기까지 중생을 제도하려는 원력을 세운 분이시다.
항상 천태산 위에서 홀로 선정을 닦으며 열반에 들지 않고 계신다. 현재 말세의 복을 주는 밭이 되어주시기 때문이다.

### 산신각
1965년 경봉 화상이 점안한 산산탱화가 있다.

### 중수비
천태각에서 오른쪽으로 돌아나와 왼쪽을 보면, 천태각이 있는 암석 아래에 비석이 하나 있다. 이 비석은 금호당 화상이 세운 중수비이다.

## 올라가는 길
절벽에 위치한 기도도량으로 937계단을 올라가면 된다. 케이블카가 있지만 화물용으로 사람이 탈수는 없다.
주말에는 기도를 하는 불자들로 항상 붐빈다.

## 사진

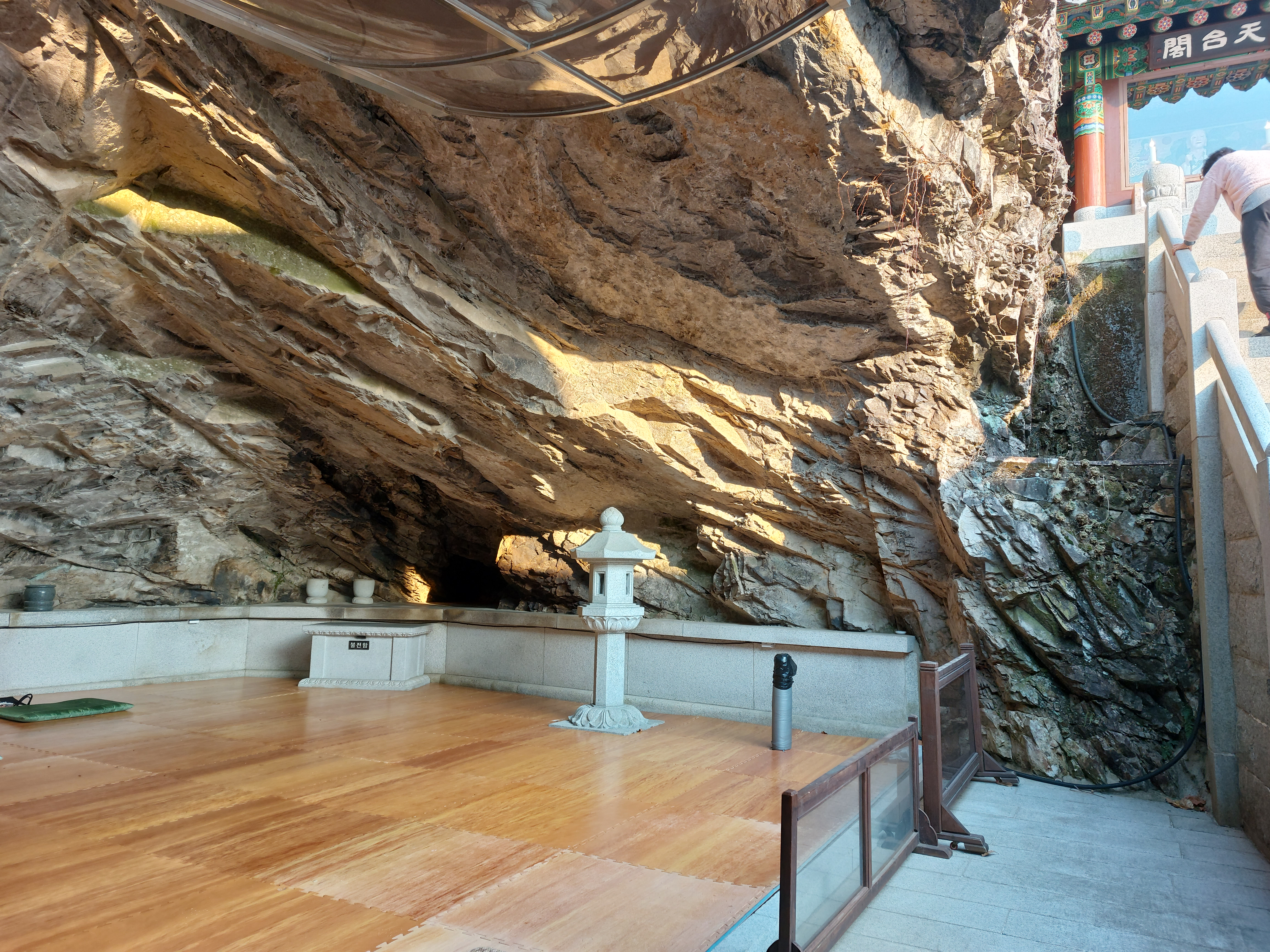
사리굴
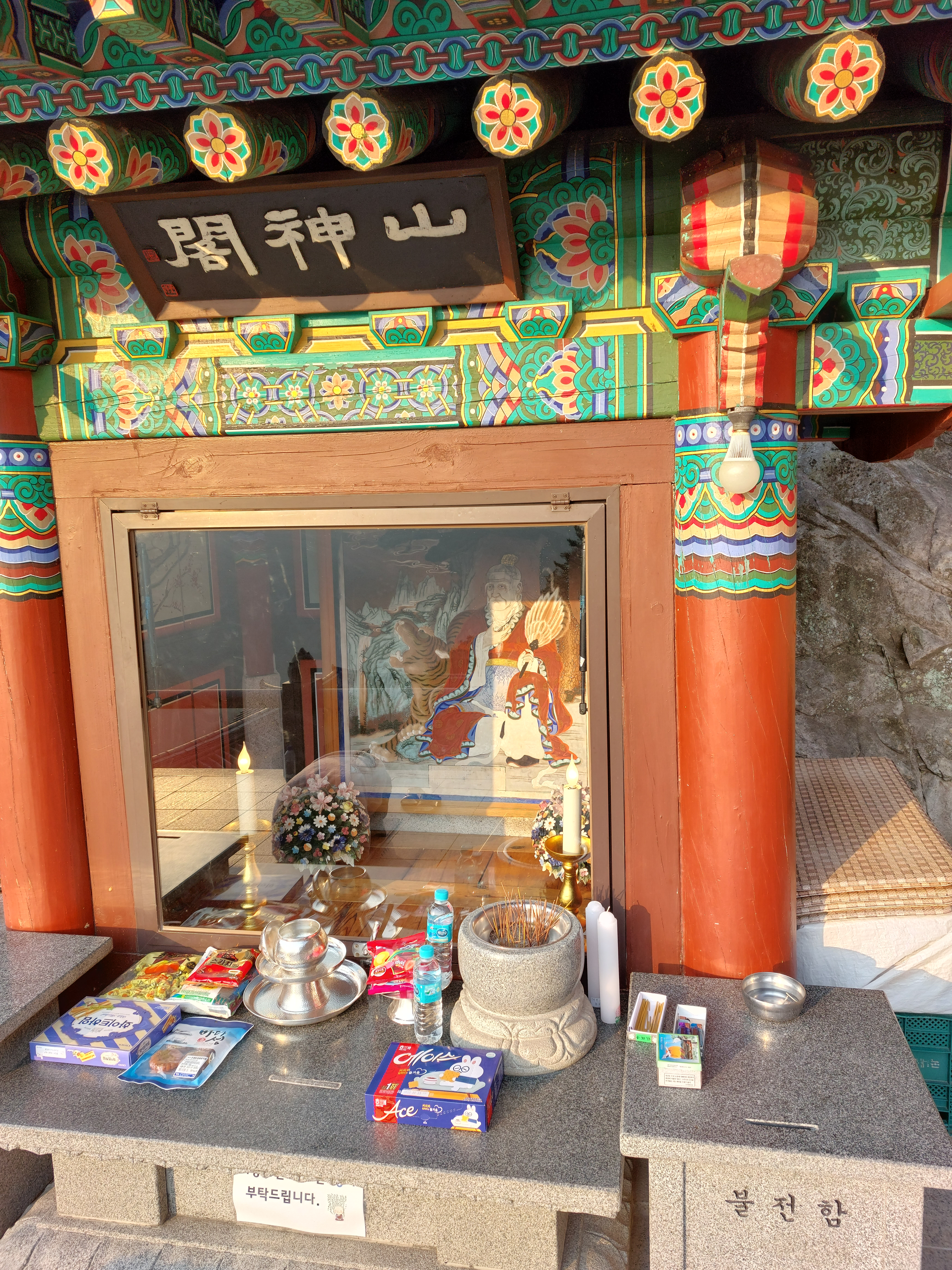
산신각
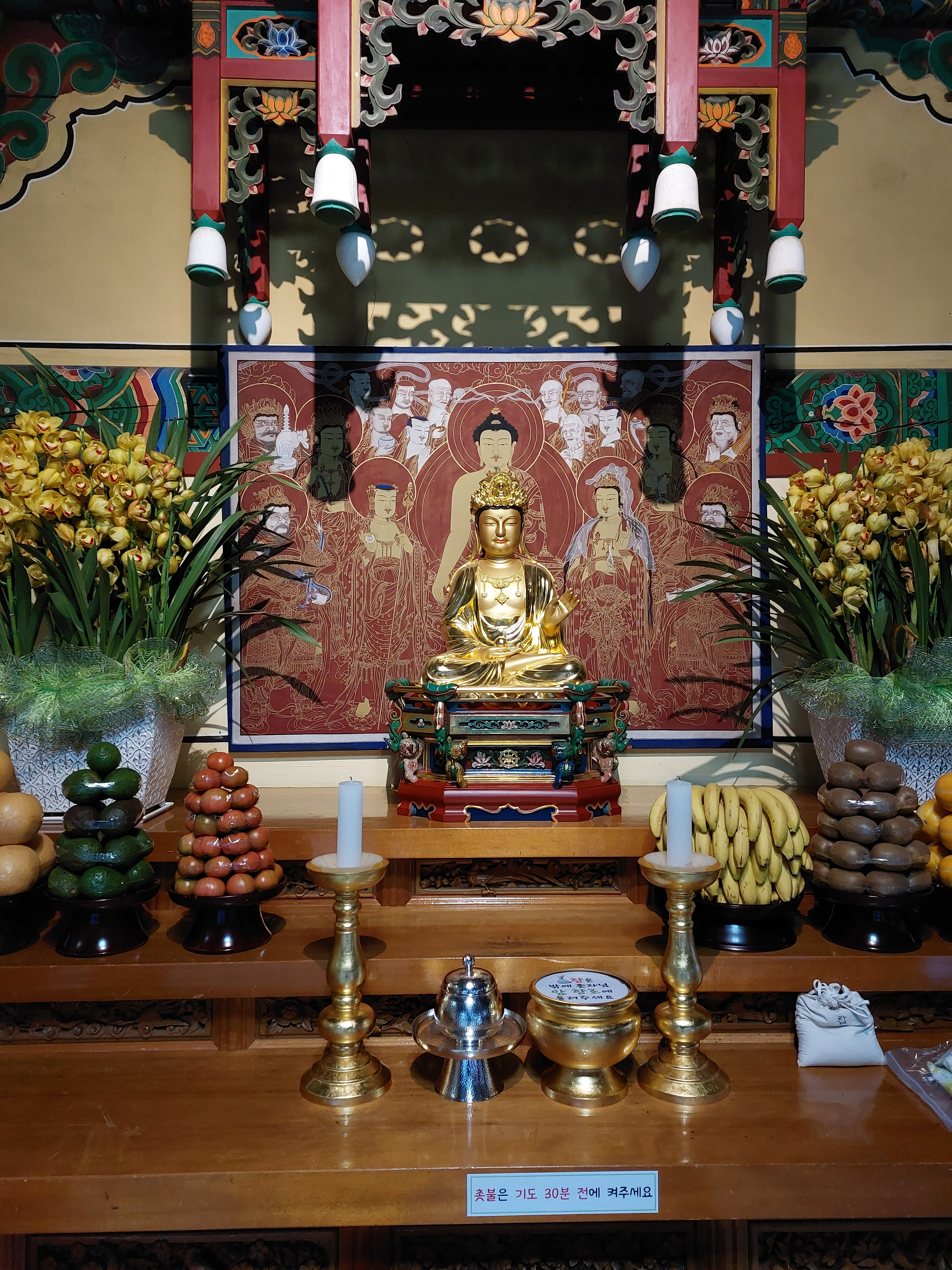
관음전 관세음보살
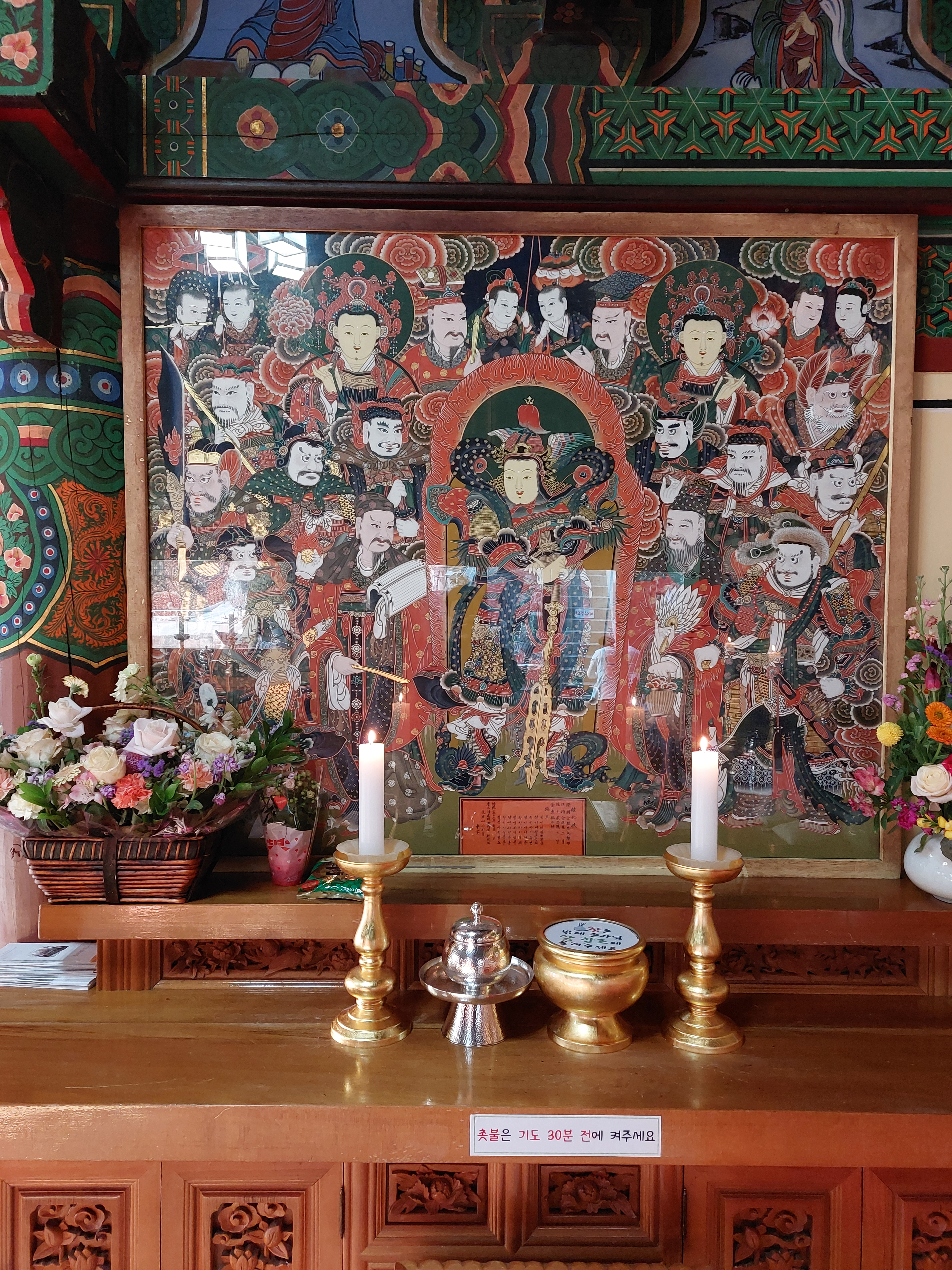
관음전 신중탱화

## 사리암 한글의례 전문
다음은 사리암에서 사시예불(보통 오전 10시)에서 하는 의례 전문이다. 스피커 장치가 되어 있어, 시간이 되면 사리암을 오르고 내릴 때도 들을 수 있다.
저녁예불은 한글천수경과 한글반야심경이 아닌 한문 천수경과 반야심경을 하고 순서도 다르다. 저녁예불은 예불문 → 반야심경 → 천수경 → 나반존자 정근 → 독성다라니 → 나반존차 찬의 순서로 진행한다.
다음은 사리암에서 제공하는 "사리암 한글의례집"을 타자로 쳐서 옮긴 것이다. 오타가 있을 수도 있으니 주의바란다.

### 천수경(千手經)
천수경(千手經)
정구업진언
(구업을 청정케 하는 진언)
『수리수리 마하수리 수수리 사바하』(3번)
오방내외안위제신진언
(오방내외 신중을 편안하게 모시는 진언)
『나무 사만다 못다남 옴 도로 도로 지미 사바하』(3번)
개경게
(경전을 펴는 게송)
위없이~  심히깊은  미묘한법을
백천만겁  지난들~  어찌만나리
제가이제  보고듣고  받아지니니
부처님의  진실한뜻  알아지이다.
개법장진언(법장을 여는 진언)
『옴 아라남 아라다』(3번)
천수천안  관음보살  광대하고  원만하며
걸림없는 대비심의  다라니를 청하옵니다.
자비로운  관세음께  절하옵나니
크신원력  원만상호  갖추시옵고
천손으로  중생들을  거두시오며
천눈으로  광명비춰  두루살피네.
진실하온  말씀중에  다라니펴고
함이없는 마음중에  자비심내어
온갖소원  지체없이  이뤄주시고
모든죄업  길이길이  없애주시네.
천룡들과  성현들이  옹호하시고
백천삼매  한순간에  이루어지니
이다라니  지닌몸은  광명당이요
이다라니  지닌마음  신통장이라.
모든번뇌  씻어내고  고해를건너
보리도의  방편문을  얻게되오며
제가이제  지송하고  귀의하오니
온갖소원  마음따라  이뤄지이다.
자비하신  관세음께  귀의하오니
일체법을  어서속히  알아지이다.
자비하신  관세음께  귀의하오니
지혜의눈  어서어서  얻어지이다.
자비하신  관세음께  귀의하오니
모든중생  어서속히  건네지이다.
자비하신  관세음께  귀의하오니
좋은방편  어서어서  얻어지이다.
자비하신  관세음께  귀의하오니
지혜의배  어서속히  올라지이다.
자비하신  관세음께  귀의하오니
고통바다  어서어서  건너지이다.
자비하신  관세음께  귀의하오니
계정혜를 어서속히  얻어지이다.
자비하신  관세음께  귀의하오니
열반언덕  어서어서  올라지이다.
자비하신  관세음께  귀의하오니
무위집에  어서속히  들어지이다.
자비하신  관세음께  귀의하오니
진리의몸  어서어서  이뤄지이다.
칼산지옥  제가가면  칼산절로  꺾여지고
화탕지옥  제가가면  화탕절로  사라지며
지옥세계  제가가면  지옥절로  없어지고
아귀세계  제가가면  아귀절로  배부르며
수라세계  제가가면  악한마음  선해지고
축생세계  제가가면  지혜절로  얻어지이다.
나무 관세음보살마하살
나무 대세지보살마하살
나무 천수보살마하살
나무 여의륜보살마하살
나무 대륜보살마하살
나무 관자재보살마하살
나무 정취보살마하살
나무 만월보살마하살
나무 수월보살마하살
나무 군다리보살마하살
나무 십일면보살마하살
나무 제대보살마하살
『나무 본사아미타불』(3번)
신묘장구 대다라니
(신묘한 대다라니)
『나모라 다나 다라야야 나막알약 바로기제 새바라야 모지사다바야 마하사다바야 마하가로 니가야 옴 살바 바예수 다라나 가라야 다사명 나막 까리다바 이맘알야 바로기제 새바라 다바 니라간타 나막하리나야 마발다 이사미 살발타 사다남 수반아예염 살바보다남 바바마라 미수다감 다냐타 옴 아로계 아로가 마지로가 지가란제 혜혜하례 마하모지 사다바 사마라 사마라 하리나야 구로구로 갈마 사다야 사다야 도로도로 미연제 마하미연제 다라다라 다린 나례 새바라 자라자라 마라미마라 아마라 몰제예혜혜 로계새바라 라아 미사미 나사야 나베사미사미 나사야 모하자라 미사미 나사야 호로호로 마라호로 하례 바나마나바 사라사라 시리시리 소로소로 못쟈못쟈 모다야 모다야 매다리야 니라간타 가마사 날사남 바라하라나야 마낙 사바하 싯다야 사바하 마하싯다야 사바하 싯다유예 새바라야 사바하 니라간타야 사바하 바라하 목카싱하 목카야 사바하 바나마 하따야 사바하 자가라 욕다야 사바하 상카섭나네 모다나야 사바하 마하라 구타다라야 사바하 바마사간타 이사시체다 가릿나 이나야 사바하 먀가라 잘마니바 사나야 사바하 나모라 다나다라 야야 나막알야 바로기제 새바라야 사바하』(3번)
동방에~  물뿌리니  도량이맑고
남방에~  물뿌리니  청량얻으며
서방에~  물뿌리니  정토이루고
북방에~  물뿌리니  평안해지네.
온도량이  청정하여  티끌없으니
삼보천룡  이도량에  강림하시네
제가이제  묘한진언  외우옵나니,
대자대비  베푸시어  가호하소서
지난세월  제가지은  모든악업은
옛적부터  탐진치로  말미암아서
몸과말과  생각으로  지었사오니
제가이제  모든죄업  참회합니다.
나무 참제업장보승장불
보광왕화렴조불
일체향화자재력왕불
백억항하사결정불
진위덕불
금강견강소복괴산불
보광월전묘음존왕불
환희장마니보적불
무진향승왕불
사자월불
환희장엄주왕불
제보당마니승광불
살생으로  지은죄업  참회합니다.
도둑질로  지은죄업  참회합니다.
사음으로  지은죄업  참회합니다.
거짓말로  지은죄업  참회합니다.
꾸민말로  지은죄업  참회합니다.
이간질로  지은죄업  참회합니다.
악한말로  지은죄업  참회합니다.
탐욕으로  지은죄업  참회합니다.
성냄으로  지은죄업  참회합니다.
어리석어  지은죄업  참회합니다.
오랜세월  쌓인죄업  한생각에  없어지니
마른풀이  타버리듯  남김없이  사라지네.
죄의자성  본래없어  마음따라  일어나니
마음이~  사라지면  죄도함께  없어지네.
모든죄가  없어지고  마음조차  사라져서
죄와마음  공해지면  진실한~  참회라네
참회진언
(죄업을 뉘우치는 진언)
『옴 살바 못자모지 사다야 사바하』(3번)
준제찬
(준제주의 찬)
준제주는 모든공덕  보고이어라
고요한~  마음으로  항상외우면
이세상~  온갖재난  침범못하리
하늘이나  사람이나  모든중생이
부처님과  다름없는 복을받으니
이와같은  여의주를 지니는이는
결정코~  최상의법  이루오리라.
『나무 칠구지불모대준제보살』(3번)
정법계진언
(법계를 맑게 하는 진언)
『옴 남』(3번)
호신진언
(몸을 보호하는 진언)
『옴 치림』(3번)
관세음보살 본심미묘 육자대명왕진언
(관세음보살님의 본마음을 보여주는 미묘한 육자대명왕진언)
『옴 마니 반메 훔』(3번)
준제진언
(준제보살 진언)
나무 사다남 삼먁삼못다 구치남 다냐타
『옴 자례주례 준제 사바하 부림』(3번)
제가이제  준제주를 지송하오니
보리심을  발하오며  큰원세우고
선정지혜  어서속히  밝아지오며
모든공덕  남김없이  성취하옵고
수승한복  두루두루  장엄하오며
모든중생  깨달음을  이뤄지이다.
여래십대발원문
(부처님께 발하는 열 가지 원)
원하오니  삼악도를 길이여의고
탐진치~  삼독심을  속히끊으며
불법승~  삼보이름  항상듣고서
계정혜~  삼학도를 힘써닦으며
부처님을  따라서~ 항상배우고
원컨대~  보리심에  항상머물며
결정코~  극락세계  가서태어나
아미타~  부처님을  친견하옵고
온세계~  모든국토  몸을나투어
모든중생  빠짐없이  건져지이다.
발사홍서원
(네 가지 큰 서원)
가없는~  중생을~  건지오리다.
끝없는~  번뇌를~  끊으오리다.
한없는~  법문을~  배우오리다.
위없는~  불도를~  이루오리다.
자성의~  중생을~ 건지오리다.
자성의~  번뇌를~ 끊으오리다.
자성의~  법문을~  배우오리다.
자성의~  불도를~ 이루오리다.
제가 이제 삼보님께 귀명합니다.
시방세계 부처님께 귀명합니다.
시방세계 가르침에 귀명합니다.
시방세계 스님들께 귀명합니다.
---이하 천수경은 저녁예불에는 하지 않음---
정삼업진언
『옴 사바바바 수다 살바 달마 사바바바 수도함』(3번)
개단진언
『옴 바아라 놔로 다가다야 삼마야 바라베 사야훔』(3번)
건단진언
『옴 난다난다 나지나지 난다바리 사바하』(3번)
정법계진언
나자색선백 공점이엄지
여피계명주 치지어정상
진언동법계 무량중죄제
일체촉예처 당가차자문
『나무 사만다 못다남 남』(3번)

### 거불, 보소청진언, 유치, 청사
거불
나무항거천태산상 독수선정 나반존자~(절)
나무 천상인간 응곡복전 대사용화 나반존자~(절)
나무 삼명이증 이리원성 신통자재 나반존자~(절)
보소청진언
『나무 보보제리 가리다리 다타 아다야』(3번)
유치
양유 독성자 석존기멸지후 자씨 미생지전
불왕진구 은혜무애 혹어층층대상 정거안
선혹어낙락송간 왕반임의 산은은 수잔잔
일간난야 좌와소요 화작작 조남남 성색분연
경행자재 하납반견이요도 설미복안이관공
현주선나 응공무량 약신공양지의 필사신통지감유구개수
무원무종 시이 사바세계 남성부주 해동 대한민국 경상북도
청도군 운문면 운문사 사리암 청정수월도량~
이 금월금일 정계향단 장진묘공 재설명향앙청
천태산상 독수성중 병종권속 앙기묘원자 우복이
관수분향이 예경어응진 서장청경 소청어현관 잠사어보굴
약강어향당 수차공양 만아원심 근병일심 선진삼청~
청사
나무 일심봉청 영산당시 수불부촉
항거천태산상 독수선정 불입열반
위작복전 대사용화 나반존자
병종권속 유원자비 강림도량 수차공양(3번)

### 향화청 + 여러 진언들
향화청
나반신통세소희 행장현화임시위
송암은적경천겁 생계잠현입사유
고아일심귀명정례~
현좌진원
아금경설보엄좌 봉헌천태독성전
원멸진로망상심 속원해탈보리과
『옴 가마라 승하 사바하』(3번)
나무 천태산상 독수선정 나반존자~
정법계진언
『옴 남』(9번)
이차청정향운공 봉헌옹호나반존자님
산왕대신님전 감찰대중건감심
『원수애납수』(3번)
향수나열 재자건성 욕구공양지주원
수장가지지변화 양유삼보특사가지
『나무시방불 나무시방법 나무시방승』(3번)
무량위덕자재광명 승묘력 변신진언
『나막 살바다타 아다 바로기제 옴 삼마라 삼마라 훔』(3번)
시감로수진언
나무 소로바야 다타아 다야 다냐타
『옴 소로소로 바라소로 바라소로 사바하』(3번)
일자수륜관진언
『옴 밤 밤 밤 밤』(3번)
유해진언
『나무 사만다 못다남 옴 밤』(3번)

### 지심정례공양 + 여러 진언들
지심정례공양
항거 천태산상 독수선정 나반존자님
지심정례공양
천상인간 응공복전 대사용화 나반존자님
지심정례공양
삼명이중 이리원성 신통자재 나반존자님
지심정례공양
만덕고승 성개한적 산왕대신님
지심정례공양
차산국내 항주대성 산왕대신님
지심정례공양
시방법계 지령지성 산왕대신님
유원 나반존자님 산왕대신님 자비옹호도량
실개 수공 발보리 시작불사 도중생
보공양 진언
『옴 아아나 삼바바 바알 훔』(3번)
보회향 진언
『옴 삼마라 삼마라 미만나 사라마하 자가라 바훔』(3번)

### 독성다라니
독성다라니
대벽지불 본심미묘 여래 대원만각 다라니
미묘신통 여반장 변화무궁 만능당
여래보살 함공양 일체중생 속정각
음양산수 주술법 출세세간 어만법
일일능당 구족상 일일봉지 여우담
『나무 바아바제 아바라제 세미사만다 세자나 가가세 지리 지리 유아제 미아제 자라 자라 바바세 바바세 우루우류 미마례 사바하』(3번)

### 나반존차 찬, 발원문
나반존차 찬 / 발원문
대자대비 신통자재 나반존자 대성이여
자비하신 존자님께 간절히 아룁니다(합장 반배)
우러러 생각하니 나반존자 대성인의
걸림없는 그자취는 그지없이 미묘하고
중생향한 자비원력 깊고다시 깊을세라
석가세존 부촉받아 열반에 들지않고
중생들을 이끌고자 계족마라산에 머무시며
고요하고 큰삼애에 어느때나 드시어라
또한다시 보리도량 잠시라도 안여의고
중생들의 찾는소리 하나하나 응하시어
사바세계 구석구석 거룩한꿈 나투실새
어떤사람 정성들여 공양하고 발원하면
자재하신 신력으로 살피시고 거두시어
구하는바 다이루고 원하는바 원만이라
대자대비 신통자재 나반존자 대성이여
간절히 아뢰오니 굽어살펴 주옵소서(합장 반배)
대자대비 신통자재 나반존자 대성인은
석가세존 당시에는 빈두로라 이름했네
부처님의 큰제자로 부처님의 명을받아
모든성인 열반후에 오직홀로 남았으니
독서이라 이름하고 나반이라 이름하네
흰머리와 무릎까지 내려오는 긴눈썹은
벽지불과 흡사하고 맑은음성 그윽하니
아육왕도 존자뵙고 뛸듯이 기뻐했네
자씨미륵 올때까지 말세중생 부촉받아
중생들의 원하는바 고루고루 응하시며
온갖고통 없애주고 즐거움을 베푸시는
사바세계 복전이신 나반존자 대성이여
저희들의 지극정성 굽어살펴 주옵소서

### 산왕경 + 여러 진언들
산왕경
대산소산 산왕대신 대악소악 산왕대신
대각소각 산왕대신 대축소축 산왕대신
미산재처 산왕대신 이십육정 산왕대신
외악명산 산왕대신 사해피발 산왕대신
명당토산 산왕대신 금궤대덕 산왕대신
청룡백호 산왕대신 현무주작 산왕대신
동서남북 산왕대신 원산근산 산왕대신
상방하방 산왕대신 흉산길산 산왕대신
원성취 진언
『옴 아모카 살바다라 사다아 시베 훔』(3번)
보궐진언
『옴 호로호로 사야 모케 사바하』(3번)
나반신통 세소희 행장현화 임시위
송암은적 경천겁 생계잠형 입사유
고아일심 귀명정례

### 한글 반야심경(般若心經)
마하반야바라밀다심경
관자재보살이 깊은 반야바라밀다를 행할 때,
오온이 공한 것을 비추어 보고 온갖 고통에서 건너느니라.
사리자여! 색이 공과 다르지 않고 공이 색과 다르지 않으며,
색이 곧 공이요 공이 곧 색이니, 수상행식도 그러하니라.
사리자여! 모든 법은 공하여 나지도 멸하지도 않으며,
더럽지도 깨끗하지도 않으며 , 늘지도 줄지도 않느니라.
그러므로 공 가운데는 색이 없고 수상행식도 없으며,
안이비설신의도 없고,
색성향미촉법도 없으며,
눈의 경계도 의식의 경계까지도 없고,
무명 도 무명 이 다함까지도 없으며,
늙고 죽음도 늙고 죽음이 다함까지도 없고,
고집멸도도 없으며 , 지혜도 얻음도 없느니라.
얻을 것이 없는 까닭에 보살은 반야바라밀다를 의지하므로
마음에 걸림이 없고 걸림이 없으므로 두려움이 없어서,
뒤바뀐 헛된 생각을 멀리 떠나 완전한 열반에 들어가며,
삼세의 모든 부처님도 반야바라밀다를 의지하므로
최상의 깨달음을 얻느니라.
반야바라밀다는 가장 신비하고 밝은 주문이며 위없는 주문이며
무엇과도 견줄 수 없는 주문이니,
온갖 괴로움을 없애고 진실하여 허망하지 않음을 알지니라.
이제 반야바라밀다주를 말하리라.
『아제아제 바라아제 바라승아제 모 지 사바하』(3번)